# ジョーカー 許されざる捜査官
『ジョーカー 許されざる捜査官』（ジョーカー ゆるされざるそうさかん）は、2010年7月13日から9月14日まで毎週火曜日21:00 - 21:54に、フジテレビ系の「火曜21時」枠で放送された日本のテレビドラマ。主演は堺雅人。
初回、最終回は15分拡大。9月21日には伊達が一人で制裁を加えた最初の事件と最終話のその後を描いた特別編を放送。
昼間は温厚かつお人好しだが、夜になると凶悪犯に正義の鉄鎚を下す冷酷な制裁者になるという2つの顔を持つ刑事・伊達一義の活躍を描いた勧善懲悪型刑事ドラマ。基本は毎回ラストに伊達が法の裁きを逃れた犯罪者に制裁を下すという一話完結型ではあるが、全編を通して伊達が与える制裁の中身やあすかの兄・夏樹の死の真相、三上を始めとする協力者の正体など、様々な謎が徐々に明らかになっていく構成。
堺雅人は本作品が連続ドラマ初主演となる。キャッチコピーは「真犯人よ、闇で消えろ。」「この刑事、天使か、悪魔か。」。

## あらすじ
伊達一義は神奈川県警の捜査一課警部。昼は、温厚な人柄と物腰の柔らかさから「仏の伊達さん」と呼ばれている。天然ボケと癒しの笑顔のせいで直属の部下にすらいじられる存在だが、実は頭脳明晰な切れ者。捜査では被害者のために事件の解決全力を尽くす。だが、夜になると一転して、冷酷な"無法の番人"として凶悪犯に怒りの鉄槌を下す制裁者となる。

## 登場人物

### 主要人物
伊達 一義〈35〉
演 - 堺雅人（幼少期：今井悠貴 / 少年期：井之脇海）
本作品の主人公。神奈川県警捜査一課・強行犯係4班班長（警部）。後述の通り、班の実務面は部下の来栖がほとんど行っているが、伊達本人は全く気にしていない。昼の顔は、温厚な人柄と物腰の柔らかさから「仏の伊達さん」と呼ばれているが、凶悪事件の捜査では、被害者のために事件解決に全力を尽くす熱血漢でもある。捜査では些細な違和感も見逃さない鋭い洞察力を持ち、それを否定的に見る者に対して「そうかもしれない、でもそうじゃないかもしれない」と言うのが口癖でもある。普段はマイペースで飄々とした風情であり、犯人確保の際は犯人に逆上されて襲われたりするなどのヘマをする少々情けなく子供っぽい一面を持つ。宮城あすかの教育係でもある。なぜかアヒル口になることが多い。好物はラーメンと苺ミルク。25年前、目の前で両親を殺した灘木を刺した過去がある。
その洞察力で事件の真犯人を突き止めるが、止む無くその犯人が法を逃れたとき、冷酷な法の番人として凶悪犯に怒りの鉄鑓を下す制裁者に変わる夜の顔を持つ。彼の下す裁きは殺人ではなく、犯人を麻酔弾で眠らせた後、船でどこかへ連れて行かせてから、ある独房に閉じ込め、被害者たちと同じ苦しみを味わわせる終身刑に近いもの。裁きは三上と分業体制で行っており、犯人を三上の下に連れて行く役割を担っている。また一連の所業は5年前から始まり、巷では「神隠し」と噂されており、元々は三上が刑事時代から単独で行っていた。3年前に灘木に脅されたことを三上に相談した際にその事実を知り、彼に誘われた。対峙した犯人に対する決め台詞は「お前に明日は来ない」。犯人を裁く時はその前後になぜかラーメンを食べる。
久遠の鑑識能力の高さを買っており、度々独断で久遠に調べさせている。しかし、彼に夜の顔を知られ、その興味本位に見える態度に一緒に組むことを当初は拒否するが、彼が自分と同じような苦しみを抱えていたことを知り、仲間に加える。
「神隠し」を行う中で迷いを持っていたが、日向との一件によりその迷いを振り切る。ただし、伊達は一貫して「神隠し」を正義だとは語っておらず、むしろそれは番組冒頭の字幕テロップをも通して視聴者の判断に委ねられている。初めは井筒を疑っている中で冴子を殺した相手が夏樹と殺した相手と同一人物だと気付き、あすかが冴子から渡されたCD-Rから警察の機密費がJOKERという口座に振り込まれていること・「UNDERGROUND V」という表記名・警察OBの名簿を見て警察内部に内通者がいると怪しむ。その後、久遠が刺されたという連絡に駆けつける。久遠が科捜研に依頼していたDNA鑑定の報告書を受け取り、言葉を失う。三上の元へ行くと、久遠が警察OBまで範囲を広げて調べたDNA鑑定の結果を三上に伝えるも三上から犯行に及んだ決定的証拠にならないという言葉に困惑し、その隙を突かれ三上に麻酔銃で撃たれてしまう。井筒へと連絡を入れ、井筒に犯人を伝える。三上を逮捕する中で井筒から「UNDERGROUND V」について聞かされ、三上がその一員だと気付く。久遠を見舞い、病院の壁に貼られている世界地図からCD-Rに記されている数字が座標だと気付き、犯人を連れて行かせていた島の存在を井筒に話す中で井筒からなぜ知っているのかを指摘され、逮捕される覚悟を持つ中で答える。三上の家で見つかったあすかを来栖に託すと、病院を抜け出した久遠の車に乗り、三上と初めて会った埠頭に向かう。三上を麻酔銃で撃ち、「法で裁ける者は法で裁く」という「神隠し」のルールにより三上を私設刑務所へと連れて行くのを拒む。三上からの「神隠しを止めるな」との最後の頼みを聞き入れ、続行することを誓う。特別編の後日談では獄中の三上から「組織を探るな」との忠告を受けるが、この特別編は久遠・井筒とともに警察の裏組織（JOKERとは呼んでいない）に探りを入れ始める部分で終わっている。つまり、「神隠し」の主体としての自覚はあるが、それはあくまでも三上との関係から培われたもので、JOKERという組織の基での活動であるとの立場は有していない。この点において、本作品では（特に伊達の立場においては）「神隠し」と「JOKER」は同義ではない。
久遠 健志〈25〉
演 - 錦戸亮（幼少期：嘉数一星）
神奈川県警鑑識課（巡査部長）。鑑識の服の下に派手なアロハシャツを着ているのが特徴的。酒豪であり平気で二日酔いのまま現場に向かい、無能な上司を見下すなど、難のある言動と態度が目立つ問題児であり自分のことをイケ鑑（イケてる鑑識員）だと自称し浮いた存在となっている。鑑識としては優秀だが、事件解決のためには手段を選ばない性格で、証拠を掴むためなら平然と違法行為（盗撮、盗聴）すら行う。鑑識の能力以外にも、金庫の解錠や消された携帯メールの復元などの能力も高く、事件解決へと手掛かりとなることも多い。あすかに興味を持ち、何かとちょっかいを出して興味を引かせようとする軟派な一面を持つ。
4歳の時に母親を亡くし、その後10歳の時に捨てられるまでの間、父親から虐待を受けていた。背中にその傷跡があり、心にも苦しみを抱えている。父親とは長年の間連絡を取っていなかったが、第6話で自分と同じ境遇の吉永文弥と出会い、この事件をきっかけに現在は施設で暮らしている父親のもとを訪れ、母親の形見を渡した。
伊達が裁きを下した場所で伊達のシャツのボタンを見つけたことから、伊達が「神隠し」の実行犯であることを突き止め、自らを仲間にするよう付き纏う。そして独断で犯罪者を裁くという強行手段に出るが、伊達に被害者と同じ終わりのない苦しみを味わわせるために殺さないように制止され、自分と同じように苦しみを抱えていたことを知った伊達に仲間になることを認められる。その後しばらくの間は神隠しを軽く考えていて伊達にたしなめられることが多く、また虐待を受けていた文弥が死亡した後、犯人である父親の広之を殺害しようとしたが、「法で裁ける者は法で裁く」というルールを伊達に教えられ殺害を思いとどまり、人を裁くことの痛みを理解するようになる。あすかの手に入れたCD-Rのパスワードのために夏樹の携帯メールを復元し、CD-Rのパスワードを突き止める。警察OBまで対象を広げ、DNA鑑定をし『JOKER』の正体を知り愕然としながらも、あすかの後をつけ三上と対面し、刺されてしまう。昏睡状態が続いていたが目覚め、伊達を三上の元へ連れていく。最終的には「伊達の背負っている荷物を共に背負う」と誓い、「神隠し」を続行することも決めた。
宮城 あすか〈24〉
演 - 杏
本作品のヒロインであり、多くの謎を視聴者と共有することから、本作品のナビゲーター的な存在でもある。神奈川県警捜査一課・強行犯係4班（警部補）。警察庁採用のキャリアで、第1話冒頭で強行犯係4班へ赴任した新人女性刑事。伊達と同期で、殉職した刑事・宮城夏樹の妹。事件は未解決で、自分の手で犯人を捕まえるために刑事になった。
正義感が非常に強い猪突猛進型の性格で、後先を考えずに行動したり、自分が納得できなかった場合、上司や先輩に向かって食って掛かることもある。真犯人を野放しにしてしまう現状を見た時は、その憤りを隠せない気性の荒い一面を持つ。兄の夏樹と一緒に仕事をしたことがある伊達と井筒は、夏樹と性格がそっくりだと感じている。時に揺らぐが、自分の中に確固たる正義感を持ち「神隠し」に対して苦言を呈することもある。だが、押収した浮気現場に映っている性的行為の映像を見て硬直するなど奥手である（ただし仕事のためなら割り切って凝視出来る）。普段は自身の教育係でもある伊達と組んで行動することが多い。第1話で事件現場にて初めて伊達に会った時に、その後姿から伊達の犯人に対しての強烈な怒りを感じていて、4班の他の刑事とはなにか違うと感じるも、初めは相手の推理や捜査に疑問を感じる中で徐々にその推理や捜査に感化されていく。時にその正義感の強さゆえに、容疑者の善意を信じ強く説得したり、犯人に捕まえられ人質にされるなど、刑事として未熟な部分もあるが、伊達との捜査を通じて徐々にではあるが洞察力も養われてきたようである。
酒豪でありストレスが溜まると酒類をがぶ飲みすることがある。
冴子から夏樹の死の真相を知るために、互いに情報提供や情報交換する話を持ちかけられ、受け入れる。井筒を怪しむ冴子から調べてほしいと頼まれ、調べる中で夏樹の事件の報告書の一枚が抜き取られ、それが井筒の机の中から見つかったことに、自身も井筒を怪しむ。冴子から連絡を受け、金庫に保管されているCD-Rの存在を知る中で冴子が何者かに刺殺され、夏樹を殺した同一犯を知り、二人のために犯人逮捕を誓う。パスワードが解けず苦戦し、久遠にパスワード解読を依頼する。パスワードが分かり、CD-Rの中身を知り「UNDERGROUND V」という表記名から警視庁の地下5階に手掛かりだと思い、地下5階の謎を知るために警視庁の地下へ行くと井筒に会い「真実を知りたい」と伝え、井筒の口から聞かれた真実に愕然とする。その後ジョーカーと名乗る相手から引き換えに夏樹を殺した犯人を教えるという引き換えの条件を飲み、廃工場へ向かうと外へ物音がするのに気付き、外へ出ると久遠が何者かに刺されているのを見て、駆け付ける。その後、病院で伊達にジョーカーついて話し、井筒からCD-Rを渡すよう言われ、中身を既に取ってある空のケースを渡す。CD-Rの中身がないのに気付いた井筒と伊達から、CD-Rの中身を持っているがゆえに危険な目に遭うかもしれないとして、青葉東署へと移送される途中で運転手がなり替わっているのに気付いて銃を構えるも三上に麻酔銃で撃たれ、意識を失ったまま三上の家へと拘束された状態で目を覚ます。三上から全てを聞き、CD-Rの中身を吐かせるために自白剤を打たれ、伊達と来栖によって発見され病院へと搬送される。埠頭へと着くと三上を自らの手で逮捕し、「兄を殺した犯人を捕まえる」という念願が叶うと同時に、伊達と久遠がJOKERの一員ではないかという疑念を確信に変える。「正義」の定義域を伊達・久遠のそれとは異にしていると自覚しながらも、自らの中に「神隠し」の存在を認めてしまっている部分があることにも気づいており、二人にはそれ以上追及せず、「JOKERの要らない世界を目指す」と刑事としての信念を通す言葉を発している。最終話で警察庁刑事局捜査一課へ異動となったが、特別編の後日談では、久遠に対して「どうして言ってくれなかったんですか？」と述べていることも含め、この辺りが本人の微妙なスタンスと考えて間違いない。

### 神奈川県警察

#### 捜査一課
来栖 淳之介〈35〉
演 - 平山浩行
神奈川県警捜査一課・強行犯係4班（警部補）。伊達と同期の刑事。前述の通り、マイペースな伊達を差し置いて、4班の実務面を実質的に取り仕切っていて、同班の実質的な班長である。自分の方が伊達よりも優秀な刑事だと思っており、彼が自分の上司であることに納得がいっていない。伊達に対しては、そのマイペースな仕事ぶりに上司にもかかわらず苦言を呈することが多い。
堀田 輝生〈32〉
演 - 土屋裕一
神奈川県警捜査一課・強行犯係4班（巡査部長）。
轟 泰樹〈24〉
演 - 永岡卓也
神奈川県警捜査一課・強行犯係4班（巡査部長）。
市村 秀典
演 - 竹島正義
神奈川県警捜査一課・強行犯係4班。
渡辺 敏彦
演 - 赤丸正幸
神奈川県警捜査一課・強行犯係4班。
?
演 - 越智俊光
神奈川県警捜査一課・強行犯係4班。
?
演 - 安藤広郎
神奈川県警捜査一課・強行犯係4班。
滝川 美菜〈24〉
演 - 鈴木凛
神奈川県警捜査一課庶務。
井筒 将明〈58〉
演 - 鹿賀丈史
神奈川県警捜査一課課長（警視正）。伊達の上司であり喫煙者でもある。伊達に刑事としてのイロハを教えた人物で、かつては宮城夏樹の上司でもあった。叩き上げのノンキャリアであり、伊達と宮城夏樹のお陰で捜査一課課長に昇格したと噂される。伊達の刑事としての能力を買っており、宮城あすかの教育係に宮城夏樹とコンビを組んでいた伊達を任命した。
普段は伊達と同じく温厚で飄々とした風情で、己の刑事としての立場の限界も察していることから、「長いものには巻かれろ」というスタンスを取っているが、上層部が作成した真犯人の虚偽の供述調書を見て怒りを露わにするなど刑事として一定以上の正義感は有している。
謎の多い行動から伊達、あすか、冴子から怪しまれていた。過去に警察内部に不明瞭な金が流れ出ているのに気付き、それを夏樹に話して秘密裏に捜査を進めていたことがある。しかし、自身が使っていた情報屋が殺されたことから捜査を続けるのは危険だと判断し夏樹に警告するも、聞き入れられなかった。夏樹はそれが元で殺されてしまい、「自分が足を踏み入れ巻き込んだ」のが原因だと自責の念を持ち続けている。そのことを伊達やあすかに話し、二人の疑いはなくなり、夏樹と冴子を殺した同一犯を逮捕するために協力する。CD-Rの中身を見て「UNDERGROUND V」をすぐに思いつき、実態を伊達に話す。最終話で辞表を出すが、実は辞表を出す代わりに「UNDERGROUND V」の一員にしてほしいと条件を出し、実態を調べている。

#### 鑑識課
溝口 喜一〈34〉
演 - 佐伯新
神奈川県警鑑識課（警部補）。
武本 寛治〈23〉
演 - 井上正大
神奈川県警鑑識課（巡査）。

#### 元警察官
宮城 夏樹〈没30〉
演 - 丸山智己
伊達・冴子の元同僚で、あすかの兄。伊達や井筒からは「正義感が強い」と言われている。5年前、警察内部に不明瞭な金が流れ出ていることを井筒から告げられ、その正義感の強さから自ら捜査することを志願する。井筒が使っていた情報屋が殺されたことから、危険を確信した井筒から手を引くよう警告を受けるも真実を追求したいという思いから警告を聞かず、独自に捜査を続け、情報を掴み公にすることを決めた結果、それを危惧した三上に刺殺され殉職。
片桐 冴子〈35〉
演 - りょう
ルポライター。喫煙者。伊達の元同僚刑事であり恋人関係でもあった。別れた後も伊達の良き理解者で、伊達に対して情報提供を行っている。来栖・堀田・轟の3人を「バカ3人衆」と影で罵っている。警察時代から噂として知っていた「神隠し」について興味があり、それを取材してルポしようと考え、調べていくうちに、夏樹が殺された事件と関係していると気付く。夏樹を殺した犯人を見つけるために調査をし、妹であるあすかに話を持ちかけ、共に犯人を見つけるための情報提供や情報交換をしていく。その中で井筒から警告を受け「夏樹は自分が殺した」という発言に井筒と夏樹が何か関係していると怪しみ疑う。後に重大な手掛かりとなるCD-Rを夏樹が持っていたことを知り、あすかへと渡す。あすかに伝えるために廃工場で待っていると「ジョーカー」の全貌を明らかにされるのを危惧した三上に刺され、電話をし駆け付けた伊達が誰に刺されたのかを問うと「知らないほうがいい」と警告。そして「正義って何だろうね」という疑問を伊達に投げかけ、息を引き取る。
三上 国治〈58〉
演 - 大杉漣
伊達と片桐が通うバーのマスター。以前まではキャリア組の捜査一課刑事（警視監）で井筒とは同期である。喫煙者であったがバーのマスターになってからは禁煙中である。25年前、伊達が巻き込まれた事件を担当したことが縁で彼と出会い、その後もたびたび面倒を見てきた。25年前に妻子を殺された過去を持つ。25年前に妻子を殺した容疑者は、かつて三上によって逮捕されたことに怨みを持っての犯行だったが決定的な証拠がないため法で裁かれず、時効を迎えてしまう。警察や法の矛盾さに疑問や憤りを感じているときに警察OBから「UNDERGROUND V」という警察の「裏の組織」と「ジョーカー」という計画を知り、その組織へと属し計画に加担することを決める。「ジョーカー」の最初のターゲットは自分の妻子を殺したその容疑者で、任務を遂行していく中で「被害者遺族の救いになる」と思い始める。これが「神隠し」であり、刑事を辞めた後は5年前から一人で行っていたが、3年前に正体を明かした上で伊達を誘ってからは、伊達と共同で行っており、犯人を埠頭から私設刑務所に連れて行く運搬係を担っていた。入院していた被疑者を退院させたり、所轄の署長を動かせたり、闇医者と通じていたりと、強力なコネクションを築いており、それを使って伊達を補助することもあった。しかしその一方で、「ジョーカー」の全貌を明らかにしようとしていた夏樹や冴子を独断で殺害しており、CD-Rを持っているあすかからそれを奪うために、身の安全のために別の所轄へ向かわせるという嘘の情報を井筒に伝えるよう命令し、運転手になり済まして麻酔銃であすかを眠らせ、自身の全てをあすかに話し終えると自白剤を使ってCD-Rの居場所を知り、伊達と初めて会った埠頭でCD-Rを燃やし証拠隠滅を行う。埠頭に着いた伊達から麻酔銃で撃たれ、「法で裁かれる」道を選び、あすかの手によって逮捕され、最後に伊達へ「神隠し」をやめないように言った。

#### その他の人物
灘木 剛士
演 - 斎藤歩
25年前、保険金殺人のために伊達の両親を殺害したヤクザ。伊達の目の前で両親を殺害した直後に伊達に刺されるが、一命は取り留める。出所後も同様の悪行に手を染めており、過去の出来事から伊達を脅迫しようとしたが、それを知った三上から「神隠し」に誘われた伊達に麻酔銃で撃たれ、制裁を受けた。度々伊達の夢の中に出てきては苦しめ、伊達のその後に少なからず影響を与えた存在。
伊達 弘毅 / 伊達 光代
演 - 山本修 / 千咲としえ
伊達の両親。25年前、借金の保証人になったために、伊達の目の前で灘木に射殺され、コンクリート詰めにされる。

### ゲスト
太字は本作品で起きた事件の被疑者。ただし、6話のみ伊達による神隠しは行われず、被疑者を逮捕している。
第1話 「2つの顔をもつ刑事…凶悪な真犯人を闇で裁く」
- 木内 亨〔検察庁幹部の息子〕 - 細田よしひこ
- 新垣 豪太〔木内の高校時代の同級生〕 - 山根和馬
- 河相 満〔被害者〕 - 貴島康成
- 河相 勇造〔満の父親〕 - 小市慢太郎
- 河相 美津子〔満の母親〕 - 中込佐知子
- 西山 耕平〔妙子の不倫相手〕 - 矢柴俊博
- 水上 妙子〔西山の不倫相手〕 - 梅田絵理子

第2話 「保険金殺人に隠されたワナ」
- 春日 恒夫〔K&Mトレーディング社長〕 - 鈴木浩介
- 高原 スズエ〔老人ホーム「やまぶきの家」入居者〕 - 小貫加恵
- 羽鳥 晴信〔教立医大病院医師〕 - 東根作寿英
- 高原 悟〔スズエの息子〕 - 中村まこと
- 高原 利恵〔悟の妻〕 - 笠木泉
- 高原 凛〔悟・利恵の娘〕 - 大野百花
- 達川 学〔強盗犯〕 - 林潔
- その他 - 上村愛香

第3話 「偽装されたストーカー殺人」
- 山原 哲司〔私立嘉陽高等学校の化学教師〕 - 黄川田将也
- 内海 晴香〔山原の婚約者〕 - 重廣礼香
- 猪俣 政典〔晴香の元恋人〕 - 中村邦晃
- 内海 小百合〔晴香の母親〕 - 大塚良重
- 内海 雄彦〔晴香の父親〕 - 市川勇
- 矢口 琴美〔私立嘉陽高等学校の生徒〕 - 斉藤リナ

第4話 「無差別殺人に隠されたナゾ」
- 椎名 高弘〔無差別殺人事件の加害者〕 - 窪田正孝
- 皆瀬 桃子〔無差別殺人事件の被害者〕 - 金澤美穂
- 皆瀬 士郎〔桃子の父親〕 - 甲本雅裕
- 柏木 奈美〔桃子の友人〕 - 近藤未来
- 内村〔桃子・奈美のバイト先のカラオケ店の店長〕 - まいど豊
- 精神科医：永井博章
- その他 - 岡崎宏、植村恵、中村絢香、今泉あまね、丘野裟稀、前田知恵、津田宏絵

第5話 「金の亡者…女弁護士の非情」
- 氷川 成美〔弁護士〕 - 鈴木砂羽
- 幸田 弘道〔精神鑑定士〕 - 小須田康人
- 幸田 京香〔幸田の妻〕 - 春木みさよ
- 柿原 沙世〔美人局〕 - 菅原禄弥

第6話 「子供の虐待…救えない命…」
- 吉永 広之 - 高杉亘
- 吉永 文弥〔広之の息子〕 - 渡邉甚平
- 岩瀬町会長〔酒店の主人〕 - 綾田俊樹
- 盛岡 真央〔文弥の友人〕 - 佐々木麻緒
- 久遠 荘平〔久遠の父親〕 - 螢雪次朗
- 窃盗団 - 松永一哉、有川良太、伊藤竜翼
- パブ･ムーンライトのホステス - 建みさと
- 文弥の母（写真のみ） - 中島奏

第7話 「模倣犯現る…間違った正義」 第8話 「衝撃の死…伊達最大の危機」
- 日向 光明〔港北西署刑事課巡査部長・吉住の異母弟・神隠しの模倣犯〕 - 忍成修吾
- 吉住 武徳〔港北西署刑事課巡査部長・日向の異母兄・日向の共犯者〕 - 飯田基祐
- 根津 美代子〔健太の妻〕 - 尾野真千子
- 根津 健太〔マーベストコーポレーション社員〕 - 山中崇（7話のみ）
- 根津 忠士〔健太の弟〕 - 遠藤要（7話のみ）
- 江原〔マーベストコーポレーション社員・健太の上司〕 - 水野智則（7話のみ）
- オレオレ詐欺犯 - 上野山浩（7話のみ）
- 木本 志保〔スナック「花乱」経営者〕 - 佐野珠美（8話のみ）
- 宮前 史人〔木本の店の常連客〕 - 桜山優（8話のみ）
- 鑑識課員 - 原田文明（8話のみ）

第9話 「時効…真実に怒りの裁き!」
- 鈴川 孝太〔画商、県立子安台高等学校の元美術教師〕 - 佐野史郎
- 小原 節子〔美咲の母親〕 - 梅沢昌代
- 小原 美咲〔大学生、バラバラ殺人事件の被害者〕 - 森口彩乃
- 西崎〔井筒の情報屋〕 - 伊勢田隆弘

最終話 「神隠し…解き明かされる謎の黒幕? 衝撃の結末」
- 坂崎〔神奈川県警刑事部長〕 - 小木茂光

特別編 「伊達、最初の事件」
- 中崎 道彦〔神奈川県警本部組対四課〕 - 鶴見辰吾
- 中崎 由衣〔中崎の妻、ラーメン店「大王」店主〕 - 阿南敦子
- 富永 欧太〔ピザ屋の配達員〕 - 田中良
- 東京拘置所刑務官 - 浜近高徳

## スタッフ
- 脚本 - 武藤将吾
- 音楽 - 井筒昭雄
- 演出 - 土方政人、都築淳一、石川淳一
- 主題歌 - RIP SLYME「SCAR」（ワーナーミュージック・ジャパン）
- 企画 - 立松嗣章、太田大
- 選曲 - 志田博英
- スタントコーディネイト - 釼持誠
- 特殊メイク - 松井祐一
- ガンエフェクト - パイロテック
- 音楽協力 - フジパシフィック音楽出版
- プロデューサー - 稲田秀樹、永井麗子
- 制作協力 - ベイシス、フジアール、バスク
- 制作 - フジテレビ・共同テレビ

## 放送日程
連続ドラマ
| 各話                                                       | 放送日        | サブタイトル                              | 演出     | 視聴率 |
| ---------------------------------------------------------- | ------------- | ----------------------------------------- | -------- | ------ |
| CRIME 01                                                   | 2010年7月13日 | 2つの顔をもつ刑事…凶悪な真犯人を闇で裁く  | 土方政人 | 13.9%  |
| CRIME 02                                                   | 7月20日       | 保険金殺人に隠されたワナ                  | 土方政人 | 15.7%  |
| CRIME 03                                                   | 7月27日       | 偽装されたストーカー殺人                  | 都築淳一 | 13.4%  |
| CRIME 04                                                   | 8月03日       | 無差別殺人に隠されたナゾ                  | 石川淳一 | 13.7%  |
| CRIME 05                                                   | 8月10日       | 金の亡者…女弁護士の非情                   | 土方政人 | 13.8%  |
| CRIME 06                                                   | 8月17日       | 子供の虐待…救えない命…                    | 都築淳一 | 14.5%  |
| CRIME 07                                                   | 8月24日       | 模倣犯現る…間違った正義                   | 石川淳一 | 15.7%  |
| CRIME 08                                                   | 8月31日       | 衝撃の死…伊達最大の危機                   | 土方政人 | 11.9%  |
| CRIME 09                                                   | 9月07日       | 時効…真実に怒りの裁き!                    | 都築淳一 | 13.5%  |
| CRIME 10                                                   | 9月14日       | 神隠し…解き明かされる謎の黒幕? 衝撃の結末 | 土方政人 | 15.5%  |
| 平均視聴率 14.2%（視聴率は関東地区・ビデオリサーチ社調べ） |               |                                           |          |        |

特別編
| 各話          | 放送日        | サブタイトル     | 演出     | 視聴率 |
| ------------- | ------------- | ---------------- | -------- | ------ |
| CRIME the 1st | 2010年9月21日 | 伊達、最初の事件 | 都築淳一 | 12.4%  |

## 備考
- 毎回、本編開始前（最終話のみ本編終盤）に「この作品はフィクションです。登場する個人・団体・施設名等は架空のものであり、あくまで創作に過ぎません。しかし――これをただの作り話と受け取るか、現代の闇と捉えるかは貴方に委ねます。」というテロップが表示される。
- 本作品内に登場する「神奈川県警察本部」の外観は、山梨県庁舎の別館（旧館）の建物を警察本部に見立てて撮影された。
- 第9話で夏樹の携帯電話から削除されたメールを復元させる描写があったため、次回予告の後に「第9話で描かれた携帯メールの復元はドラマの演出であり、実際に行うことはできません。」というテロップが表示された。
- 第3話で「私立嘉陽高等学校」のロケ地の学校は1998年の同局のドラマ『GTO』の武蔵野聖林学苑や2002年の日本テレビの『ごくせん』の白金学院高校や2006年の『ギャルサー』第8話で戸田恵梨香が演じる広瀬サキ子が通う南都下高校や2007年の同局のドラマ『ライフ〜壮絶なイジメと闘う少女の物語〜』の西館高校のロケ地として使われた実践女子短期大学である。

## ノベライズ
- 武藤将吾・脚本、木俣冬・ノベライズ『ジョーカー 許されざる捜査官』扶桑社、2010年9月25日発売、ISBN 978-4-594-06290-3
  - ドラマ版の1話から10話にあたる（特別編は未収録）。

## DVD
- 「ジョーカー 許されざる捜査官」DVD-BOX（2011年1月19日発売）
  - 映像特典
    - 全編予告編
    - 制作発表
    - メイキング オブ JOKER 許されざる捜査官 隠された裏と表
    - 出演者インタビュー（今だから言える「私の秘密」）
    - クランクアップ
    - ノンクレジットエンディング

  - 封入特典
    - スペシャルブックレット(40P)

  - 初回限定封入特典
    - 特製トートバッグ

  - 予約特典
    - オリジナルクリアファイル